# Ouvans
Ouvans és un municipi francès situat al departament del Doubs i a la regió de Borgonya - Franc Comtat. L'any 2007 tenia 52 habitants.

## Demografia

### Població
El 2007 la població de fet d'Ouvans era de 52 persones. Hi havia 26 famílies de les quals 8 eren unipersonals (4 homes vivint sols i 4 dones vivint soles), 7 parelles sense fills i 11 parelles amb fills.
La població ha evolucionat segons el següent gràfic:
Habitants censats

### Habitatges
El 2007 hi havia 36 habitatges, 24 eren l'habitatge principal de la família, 8 eren segones residències i 4 estaven desocupats. 28 eren cases i 8 eren apartaments. Dels 24 habitatges principals, 21 estaven ocupats pels seus propietaris i 3 estaven llogats i ocupats pels llogaters; 2 tenien tres cambres, 6 en tenien quatre i 16 en tenien cinc o més. 21 habitatges disposaven pel capbaix d'una plaça de pàrquing. A 14 habitatges hi havia un automòbil i a 10 n'hi havia dos o més.

### Piràmide de població
La piràmide de població per edats i sexe el 2009 era:
| Homes | Edats   | Dones |
| ----- | ------- | ----- |
| 0     | 95 o +  | 0     |
| 0     | 90 a 94 | 4     |
| 0     | 85 a 89 | 0     |
| 0     | 80 a 84 | 0     |
| 4     | 75 a 79 | 4     |
| 0     | 70 a 74 | 0     |
| 8     | 65 a 69 | 0     |
| 0     | 60 a 64 | 0     |
| 0     | 55 a 59 | 0     |
| 4     | 50 a 54 | 4     |
| 4     | 45 a 49 | 4     |
| 4     | 40 a 44 | 8     |
| 4     | 35 a 39 | 0     |
| 0     | 30 a 34 | 4     |
| 0     | 25 a 29 | 0     |
| 8     | 20 a 24 | 0     |
| 8     | 15 a 19 | 12    |
| 4     | 10 a 14 | 0     |
| 4     | 5 a 9   | 0     |
| 0     | 0 a 4   | 0     |

## Economia
El 2007 la població en edat de treballar era de 36 persones, 31 eren actives i 5 eren inactives. De les 31 persones actives 30 estaven ocupades (17 homes i 13 dones) i 1 aturada (1 dona i 1 dona). De les 5 persones inactives 2 estaven jubilades, 2 estaven estudiant i 1 estava classificada com a «altres inactius».
Activitats econòmiques
L'únic establiment que hi havia el 2007 era d'una empresa de fabricació d'altres productes industrials.
L'any 2000 a Ouvans hi havia 4 explotacions agrícoles que ocupaven un total de 456 hectàrees.

## Poblacions més properes
El següent diagrama mostra les poblacions més properes.